# Elbrighäuser Bach
Der Elbrighäuser Bach ist ein etwa 10,8 km langer, orografisch linksseitiger bzw. nordwestlicher Zufluss der Eder im Landkreis Waldeck-Frankenberg in Nordhessen.

## Verlauf und Einzugsgebiet
Der Elbrighäuser Bach entspringt auf der Ostabdachung des Rothaargebirges im zum Hinterländer Ederbergland gehörenden Elbrighäuser Wald. Seine Quelle liegt rund 1 km ostsüdöstlich der Grenze von Nordrhein-Westfalen zu Hessen im Stadtgebiet von Battenberg, etwa 8,7 km nordwestlich von deren Kernstadt; direkt jenseits der Grenze liegt in Westfalen der Bad Berleburger Stadtteil Alertshausen. Sie befindet sich zwischen der Hohen Warte (644,8 m) im Westen und den Heidenköpfen (ca. 610 m) im Osten auf etwa 560 m ü. NN.
Anfangs fließt der Bach, dessen bewaldetes Tal mit den meisten Nebentälern als Naturschutzgebiet Elbrighäuser Bach ausgewiesen ist, in Richtung Nordosten, wobei er erst den Großen (611,2 m) und Kleinen Buchenfürst (556 m) mit der zwischen diesen Erhebungen gelegenen Wüstung Oberruhn (auch Rügene genannt) und dann das weitgehend abgerissene Forsthaus Elbrighausen an der Stelle der Wüstung Elbrighausen passiert.
Anschließend wendet sich der Bach unterhalb des Bromskirchener Ortsteils Neuludwigsdorf, das etwa 1,3 km nordöstlich des Bachtales auf einem Hochplateau liegt, nach Südosten, wobei die Grenze von Battenberg und Bromskirchen entlang des nördlichen Talrandes führt und teils bis an den Bach reicht. Dann verläuft die Grenze von Battenberg und Allendorf entlang des nördlichen Talrandes und reicht ebenfalls abschnittsweise bis an den Bach. Kurz darauf unterquert er die Kriegsbrücke (371 m), um danach in das auch zum Hinterländer Ederbergland gehörende Hatzfelder Bergland überzuwechseln. Dort passiert er neben weiteren Teichen den durch ihn gespeisten Elbrighäuser Teich (ca. 340 m).
Dann unterquert der Elbrighäuser Bach auf der Grenze der Naturschutzgebiete Elbrighäuser Bach und Ederknie am Auhammer bei Battenberg die vom Battenberger Stadtteil Dodenau nach Battenberg führende Landesstraße 3382. Wenige Meter unterhalb davon mündet er rund 2,3 km nordwestlich der Battenberger Kernstadt beim Weiler Füllnhausen auf etwa 298 m ü. NN in den Fulda-Zufluss Eder, der dort eine Flussschleife bildet; seiner Mündung südlich gegenüber, und damit jenseits der Eder, erhebt sich der Eisenberg (499 m).
Das Einzugsgebiet des Elbrighäuser Bachs ist 17,768 km² groß.